# Cameron Highlands
Die Cameron Highlands (Jawi كاميرون هايڬلاندس CH) liegen im malaysischen Sultanat Pahang, östlich der Stadt Ipoh und bilden einen eigenen Verwaltungsdistrikt (daerah) mit der Hauptstadt Tanah Rata. Die Einwohnerzahl des Verwaltungsdistrikts beträgt 39.004 (Stand: 2020). Benannt wurden das Gebiet nach William Cameron, einem Landvermesser der britischen Kolonialregierung, der es 1885 bei einer Kartografierungsexpedition entdeckte.

## Geografie
Die Cameron Highlands sind Teil der Bergkette, die die malaysische Halbinsel in Nord-Süd-Richtung durchzieht. Sie sind von der Hauptstadt Malaysias Kuala Lumpur 200 km entfernt und in knapp 3,5 Stunden mit dem Auto zu erreichen. Alle Orte der Cameron Highlands liegen an einer einzigen Straße, deren bedeutendster Ort Tanah Rata ist.

## Klima

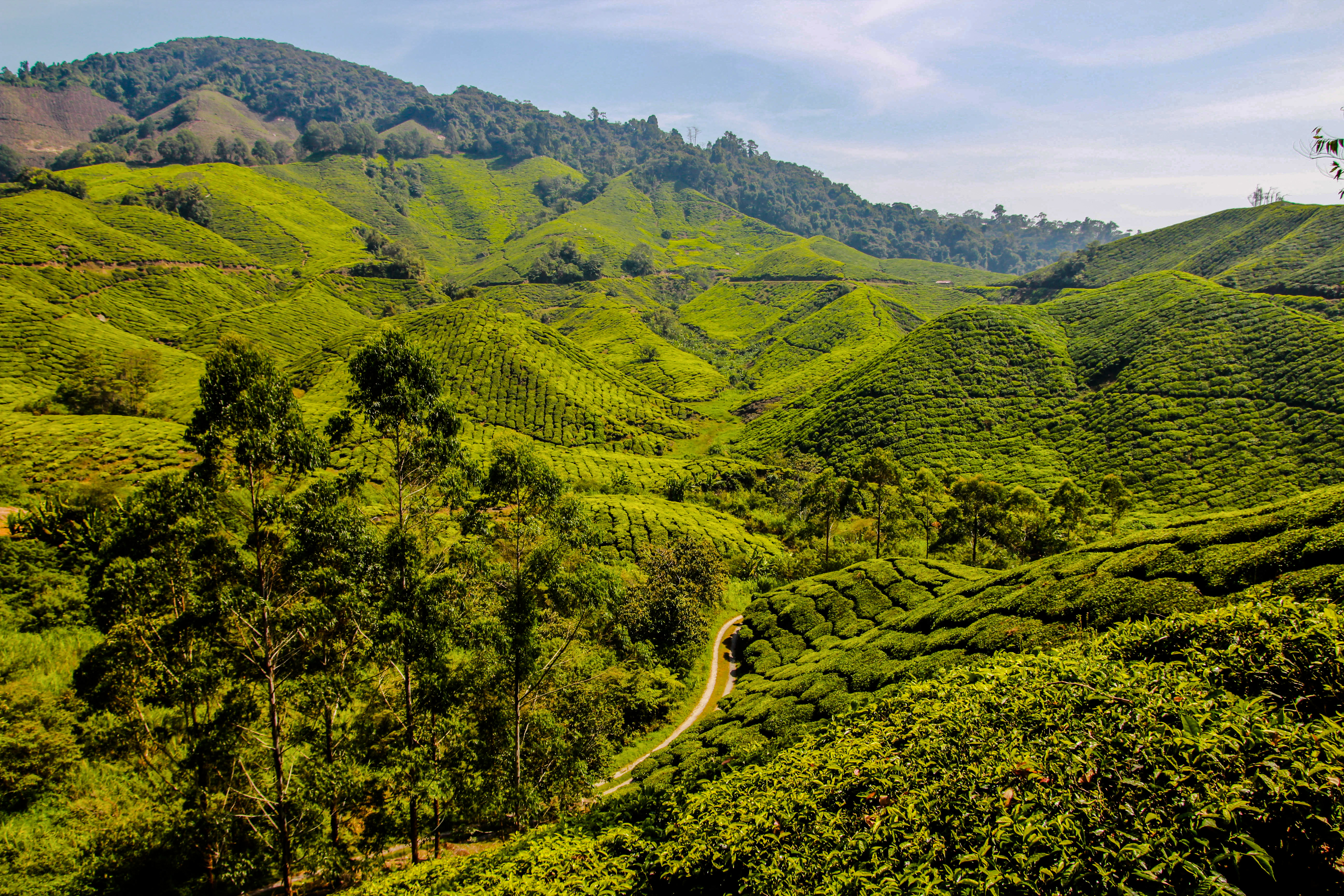
Teeplantage in den Cameron Highlands

Sowohl für Touristen als auch für Einheimische sind die Cameron Highlands ein beliebtes Ziel für Kurzreisen. Aufgrund ihrer Höhenlage (um 1500 m) bieten sie ein für tropische Verhältnisse angenehm kühles Klima. Die Temperaturen erreichen tagsüber um 25 Grad, jedoch sinken die Temperaturen nachts auf 10 bis 15 Grad. Daher waren die Cameron Highlands bereits in der Kolonialzeit für die Briten ein beliebtes Ziel, so dass die Cameron Highlands über mehrere traditionelle Gästehäuser im Tudor-Stil und einen gepflegten Golfplatz verfügen.
|                       | Jan  | Feb   | Mär   | Apr   | Mai   | Jun   | Jul   | Aug   | Sep   | Okt   | Nov   | Dez   |   |      |
| Mittl. Tagesmax. (°C) | 21,4 | 22,3  | 23,0  | 23,3  | 23,2  | 22,8  | 22,3  | 22,0  | 21,9  | 21,8  | 21,7  | 21,1  | ⌀ | 22,2 |
| Mittl. Tagesmin. (°C) | 14,6 | 14,6  | 15,2  | 15,8  | 16,1  | 15,6  | 15,2  | 15,3  | 15,3  | 15,3  | 15,3  | 14,9  | ⌀ | 15,3 |
|                       |      |       |       |       |       |       |       |       |       |       |       |       |   |      |
| Niederschlag (mm)     | 95,3 | 144,0 | 220,6 | 257,5 | 273,5 | 174,4 | 173,2 | 229,5 | 278,4 | 373,0 | 316,8 | 209,8 | Σ | 2746 |
|                       |      |       |       |       |       |       |       |       |       |       |       |       |   |      |
| Regentage (d)         | 11   | 11    | 16    | 17    | 18    | 13    | 14    | 16    | 20    | 23    | 21    | 17    | Σ | 197  |

| 14,6 |

| 14,6 |

| 15,2 |

| 15,8 |

| 16,1 |

| 15,6 |

| 15,2 |

| 15,3 |

| 15,3 |

| 15,3 |

| 15,3 |

| 14,9 |

| 14,6 |

| 14,6 |

| 15,2 |

| 15,8 |

| 16,1 |

| 15,6 |

| 15,2 |

| 15,3 |

| 15,3 |

| 15,3 |

| 15,3 |

| 14,9 |

## Wirtschaft
Neben dem Tourismus, der eine der wichtigsten Einnahmequellen darstellt, ist das Gebiet landwirtschaftlich sehr von Bedeutung. Aufgrund der relativ kühlen Witterung gedeihen in den Cameron Highlands andere Pflanzen als in der malaysischen Ebene. Neben Erdbeeren, (grünem) Spargel, weiteren Blattgemüsen und Rosen wird vor allem Tee angebaut.